# Crassula clavata
Crassula clavata (N.E.Br., 1914) è una pianta succulenta appartenente alla famiglia delle Crassulaceae, endemica delle Province del Capo, in Sudafrica.
L'epiteto specifico clavata, ossia "a (forma di) clava", si riferisce alla forma delle foglie.

## Descrizione

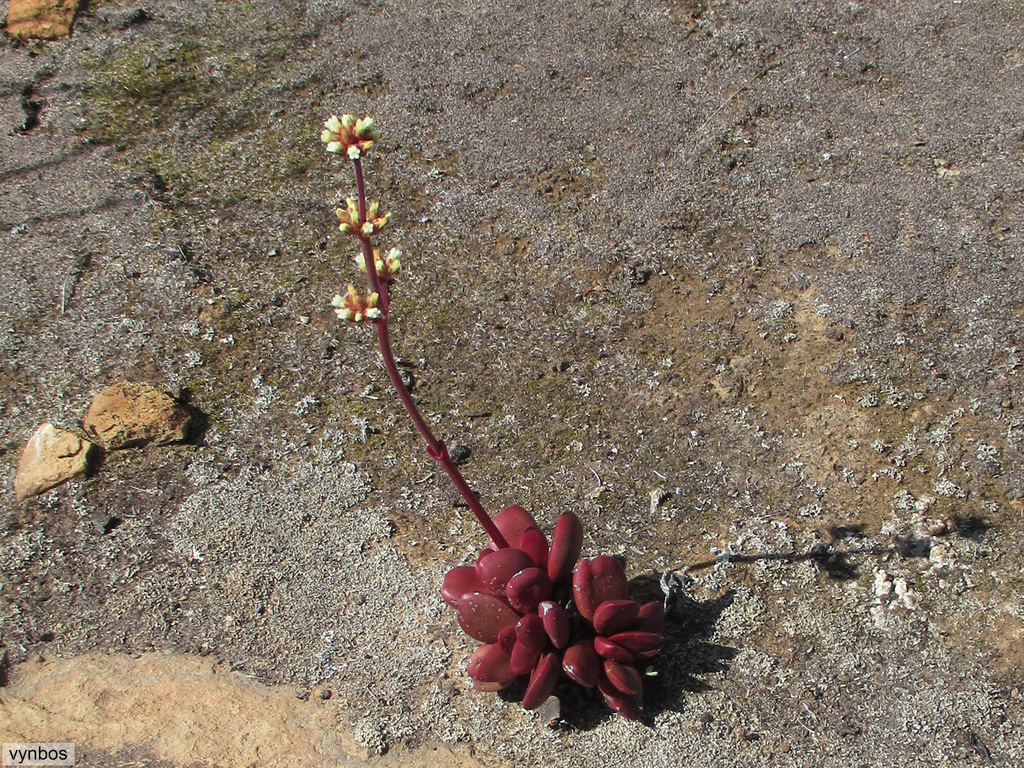
Esemplare di C. clavata in fiore.

C. clavata è una pianta perenne acaule, prevalentemente solitaria anche se di rado produce dei polloni, ramificata in genere su tre steli ed in grado di raggiungere, infiorescenza esclusa, i 5 centimetri d'altezza. L'apparato radicale è di tipo fascicolato.
Le foglie carnose, se esposte a forti raggi solari, assumono una peculiare colorazione rossa e si sviluppano secondo uno schema a rosetta. Misurano tra i 15 e i 40 millimetri in lunghezza per 7–11 mm in larghezza e hanno forma da oblanceolata a obovata. Inoltre hanno un profilo biconvesso, sono generalmente glabre ma a volte presentano delle ciglia marginali.
Le infiorescenze a tirso si sviluppano, tra settembre ed ottobre, in posizione terminale e sono sorrette da un peduncolo che può raggiungere i 21 cm d'altezza, ramificato in numerose dicasia.
I fiori hanno sepali lunghi 2–3 mm, di forma lanceolata, di colore da bianco a crema e con delle ciglia sulle estremità ottuse. I petali, lunghi 3,5 mm sono fusi tra loro alla base e presentano sulle estremità delle appendici globulari.

## Distribuzione e habitat
C. clavata è una specie endemica nelle province del Capo Settentrionale e del Capo Occidentale e, nello specifico, la si può trovare nell'area nota come Karoo Succulento, delimitata a nord dalla regione del Namaqualand. È anche presente nella macchia del fynbos sudafricano.
Cresce in fenditure tra le rocce o su terreni poco profondi, raccolti dal vento, nella cavità tra gli affioramenti di arenaria o quarzite. L'areale molto esteso e l'assenza di particolari minacce fa sì che venga considerata come una specie a rischio minimo.

## Coltivazione
In genere le Crassula richiedono un terreno povero di componente organica e ricco di minerali, ben drenante in modo da evitare i ristagni idrici che potrebbero uccidere la pianta. Annaffiare solo a terreno ben secco.
È una pianta originaria di aree incluse nelle USDA Hardiness Zones da 9b a 11, pertanto non dovrebbe essere esposta a temperature inferiori a 7,2 °C e comunque mai al di sotto dei -3,9 °C. Preferisce difatti una posizione soleggiata, ed essendo una specie di ridotte dimensioni è consigliata la coltivazione in vaso.